# Чайкув (Мазовецьке воєводство)
Чайкув (пол. Czajków) — село в Польщі, у гміні Водине Седлецького повіту Мазовецького воєводства.
Населення — 132 особи (2011).
У 1975-1998 роках село належало до Седлецького воєводства.

## Демографія
Демографічна структура станом на 31 березня 2011 року:
|          | Загалом | Допрацездатний вік | Працездатний вік | Постпрацездатний вік |
| -------- | ------- | ------------------ | ---------------- | -------------------- |
| Чоловіки | 69      | 23                 | 39               | 7                    |
| Жінки    | 63      | 15                 | 24               | 24                   |
| Разом    | 132     | 38                 | 63               | 31                   |